# Висконти, Джованни (кардинал)
Джованни Висконти (итал. Giovanni Visconti), (?, Пьяченца — между июлем и ноябрём 1277, Рим) — итальянский кардинал, декан Коллегии кардиналов с сентября 1276, племянник папы Григория X по отцовской линии. Мартовская консистория 1275 года провозгласила его кардиналом-епископом Сабины.